# Carloforte
Orașul Carloforte este singura  localitate din Insula San Pietro, provincia Sud Sardinia, regiunea Sardinia, Italia, cu o populație de 5.925 locuitori (1 ianuarie 2023) și o suprafață de 51,1 km².

## Demografie
Carloforte - evoluția demografică

|  | Graficele sunt indisponibile din cauza unor probleme tehnice. Mai multe informații se găsesc la Phabricator și la wiki-ul MediaWiki. |

Date: Recensăminte sau birourile de statistică - grafică realizată de Wikipedia